# Dearica Hamby
Dearica Hamby, född 6 november 1993, är en amerikansk basketspelare.

## Karriär
Hamby draftades 2015 av WNBA-laget av San Antonio Stars som sjätte spelare. 2022 vann hon WNBA-titeln med Las Vegas Aces. Hon har blivit uttagen till All Star-laget vid tre tillfällen, och är uttagen till det amerikanska 3x3-laget inför OS 2024, som tog brons vid OS 2024.